# مهران براتی
مهران براتی، با نام اصلی نصرت‌الله براتی نوبری، متولد ۱۳۲۰ شمسی در کرج است. دکتر مهران براتی ، عضو هیئت اجرائی تشکل سیاسی «اتحاد جمهوریخواهان ایران» است. مهران براتی سالهاست در برلین آلمان اقامت دارد. او به عنوان کارشناس با تلویزیون فارسی‌زبان صدای آمریکا (VOA) نیز همکاری دارد. همچنین وی به عنوان کارشناس روابط بین‌الملل به برنامه‌های تلویزیون ایران اینترنشنال از جمله امروز دعوت می‌شود.

## زندگی

### زندگی خصوصی
مینو براتی دختر مهران براتی و همسر یوشکا فیشر، وزیر خارجه سابق آلمان است. این دو از سال ۲۰۰۳ با یکدیگر آشنا شدند و در اکتبر ۲۰۰۵ وقتی یوشکا ۵۷ ساله و مینو ۲۹ ساله بود در ساختمان شهرداری رم ازدواج کردند. یوشکا فیشر در زمان وزارتش (امور خارجه آلمان) با مینو براتی نامزد بود و در سال ۲۰۰۵ رسماً داماد خانواده براتی شد. مینو براتی پیش از این ازدواج، از ازدواج قبلی خود دارای یک دختر می‌بود.

### ماجرای رستوران میکونوس
مهران براتی در ماجرای (رستوران میکونوس) در آلمان در ۲۶ شهریور سال ۱۳۷۱، که طی آن چند تن از مقامات وابسته به حزب دمکرات کردستان ایران کشته شدند، از طرف حزب دمکرات کردستان به گردهمائی ایشان دعوت شده بوده که به گفته پرویز دستمالچی در آن حضور پیدا نکرده است.